# Xã Highland Center, Quận Ramsey, Bắc Dakota
Xã Highland Center (tiếng Anh: Highland Center Township) là một xã thuộc quận Ramsey, tiểu bang Bắc Dakota, Hoa Kỳ. Năm 2010, dân số của xã này là 43 người.